# 예리호

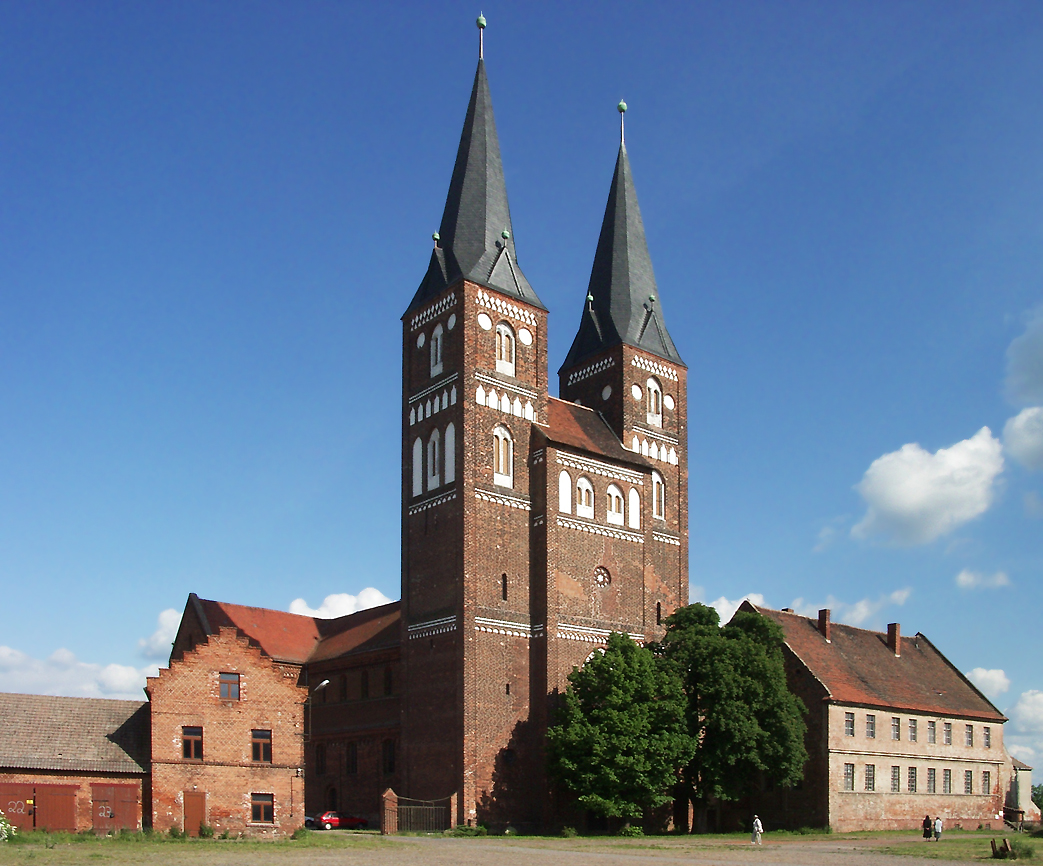
제리쇼 수도원

예리호(독일어: Jerichow)는 독일 작센안할트주의 도시로, 엘베강 동쪽에 위치하고 있다. 약 270평방 킬로미터(100평방 마일)의 예리호는 독일에서 면적이 가장 큰 지방 자치 단체 중 하나이다. 인구는 2020년 기준으로 6,787명이다.